# 大村孝佳
大村孝佳 （Takayoshi Ohmura、1983年12月26日—）日本新生代力量金屬、新古典金屬、硬搖滾吉他手。搖滾樂團、重金屬樂團、音樂團體、搖滾樂團成員。同時也是Marty Friedman、BABYMETAL的支援吉他手，以及日本MI音樂學校超速吉他科講師。在日本有「光速吉他手」、「高崎晃第二」之稱。

## 略歷
- 3歲時開始學習鋼琴，11歲時因為受到父親的影響而開始學木吉他，14歲開始彈電吉他。17歲時接觸到西方的重搖滾/重金屬音樂，受到強烈的衝擊而傾倒[3][4]。
- 2002年，從大阪府立大和川高等學校（日语：大阪府教育センター附属高等学校）畢業後，進入日本MI音樂學校（日语：Musicians Institute Japan）大阪分校，成為「GIT-DX超速彈吉他科」第一屆的學生，他的老師是藤岡幹大[4]。畢業後留校，成為日本MI音樂學校最年輕的講師[3]。
- 2004年8月25日發表出道專輯《Nowhere To Go》，邀請到的SUPPORT成員：Vitalij Kuprij（英语：Vitalij Kuprij）、Richie Kotzen（英语：Richie Kotzen），Mark Boals（英语：Mark Boals）、Doogie White（英语：Doogie White）[3]。同年在澀谷SHIBUYA-AX舉行個人LIVE[5]。也成為ESP日本區代言人[4]。
- 2005年組成CROSS HARD，發表專輯《ECLIPSE FROM EAST》，在kurabuchitta的one-man成功舉行live[3]。
- 2005年11月25日，發表大村孝佳本人製作、追求吉他原創性的專輯《POWER OF REALITY》，建立了青年吉他演奏家的地位[3]。
- 2006年，與CROSS HARD的貝斯手Kaoru組成GLORIA[3]。
- 2007年8月22日，發行由Doogie White、Tony Moore（英语：Tony Moore (singer)）、Terry Ilous、Ted Poley（英语：Ted Poley）4位實力派主唱SUPPORT的專輯《Emotions In Motion》[3]。
- 2008年，作為吉他手參加Marty Friedman的SOLO live。同時，也作為Marty Friedman和的樂團「LOVEFIXER」吉他手[3]。
- 2009年，與Marty Friedman一起參加世界著名的金屬音樂節Gods of Metal（英语：Gods of Metal）。同時，作為SUPPORT吉他手，參加台灣歌手張惠妹阿密特元年世界巡迴演唱會[3]。
- 2010年，參與原寶塚歌劇團的率領的交響哥德金屬樂團LIV MOON[3]。
- 2011年，加入主催的爵士樂團。同年5月與Marty Friedman進行為時一個月的歐洲巡演[3]。同年12月25日，在現場，正式宣布加入了C4[5]。
- 2012年12月24日，時隔五年，加入了豪華陣容製作出的第四張個人專輯《Devils In The Dark》發表。同年12月26日，時隔八年的個人LIVE在目黑LIVE STAGE展開[5]。
- 2013年，加入了BABYMETAL的「神樂隊」成員行列中，此後進行了多場國內外演出[4]。至2016年8月，已和BABYMETAL演出超過100個場次[6]。
- 2014年5月，與Marty Friedman和Firewind（英语：Firewind）吉他手Gus G（英语：Gus G）一起參加歐洲巡迴「Guitar Universe 2014」[5]。
- 2014年9月6日，出道10週年紀念個人LIVE開演[5]。
- 2015年7月，與Asriel鍵盤手、歌手、cune貝斯手、搖滾樂團Plastic Tree鼓手組成UROBOROS[5]。
- 2023年4月，二度參與張惠妹ASMR世界巡迴演唱會巡演的吉他手。[7]

## 風格
2016年初，Twitter上流行「構成我的九張圖」，大村也選出了對自己極具意義的九張作品：的《十七歲的地圖》、東京小子的《Best E.P Selection of TOKIO》、的《FACES PLACES》、的《REVIEW-BEST OF GLAY》、的、近畿小子的《A album》、的《La Collection merveilles》、的《HEART》、的《Love》。
大村喜歡的吉他手是Marty Friedman和George Lynch。
有部分的人們認為大村的演奏風格和Yngwie Malmsteen極為類似，甚至吉他的外型也都是知名電吉他廠牌"Fender"的經典型號"Stratocaster"。但是這種說法受到大村的樂迷 強烈抨擊，認為大村孝佳就是大村孝佳，有著自己獨立的風格，不能和任何人混為一談。

## 個人作品

### 專輯
- 《Nowhere to Go》（2004年8月25日）
- 《Power of Reality》（2005年11月25日）
- 《Emotions In Motion》（2007年8月22日）
- 《Devils In The Dark》（2012年12月24日）
- 《Devils In The Dark -FINAL EDITION-》（2015年1月28日）
- 《Cerberus》（2017年1月25日）

### 書籍
- 『ギター力をイチから鍛え直す! 烈奏ギター道場』 （2009年7月22日）SHINKO MUSIC（日语：シンコーミュージック・エンタテイメント）
- 『ギター力をイチから鍛え直す! 烈奏ギター道場 異種格闘技編』 （2012年1月26日）SHINKO MUSIC

## 參與錄製

### 專輯
- Cross Hard
  - 《Eclipse From East》（2005年5月25日）
- Gloria
  - 《Motif》（2008年3月26日）
  - 《Acrobatic Road》（2009年1月21日）
- LIV MOON
  - 《GOLDEN MOON》（2011年3月16日）
  - 《Symphonic Moon》（2012年1月18日）
  - 《THE END OF THE BEGINNING》（2012年9月26日）
- dCprG
  - 《ALTER WAR IN TOKYO》（2011年9月21日）
  - 《SECOND REPORT FROM IRON MOUNTAIN USA》（2012年3月28日）
- C4
  - 《Centurion 4》（2012年6月6日）
- MIYU
  - 《WORLD MAKER》（2011年）
- - （2014年）

### 合作專輯
- SOUND HOLIC
  - 《Metallical Astronomy》（2010年）
  - 《Metallic Vampire》（2011年）
  - （2014年）

### 遊戲
- 『BLAZBLUE CONTINUUM SHIFT』 （2009年）
  - 專輯《BLAZBLUE SONG ACCORD #1 with CONTINUUM SHIFT》 （2009年）
  - 專輯《BLAZBLUE SONG ACCORD #2 with CONTINUUM SHIFTⅡ》 （2010年）
- 『Hard Corps: Uprising』 （2011年）

## 使用琴
- ESP Edwards E-SN Prototype
- ESP SE Ohmura Custom "Red"
- ESP SE Ohmura Custom
- ESP SNAPPER Ohmura Custom "Brass Red"
- ESP SNAPPER Ohmura Custom "Eclipse Gold"
- ESP SNAPPER Ohmura Custom "Royal Silver"
- ESP SNAPPER-7 Ohmura Custom "Twinkle Pink"(7 Strings)
- ESP M-SEVEN Ohmura Custom "Golden Moon"(7 Strings)
- ESP MA-CTM/QM
- ESP M-SEVEN (7 Strings)
- ESP M-SEVEN (7 Strings)
- ESP Snapper Ohmura Custom "Honey Blond"

SNAPPER Ohmura Custom兩款簽名琴Eclipse Gold和Royal Silver 2014年於ESP上市發售。但是與本人使用的稍有不同，琴頭最上面大村的個人標記（與大村的撥片印花一樣）以本人簽名代替。

## 外部連結
- Takayoshi Ohmura Official Site（日語）
- 大村孝佳 Facebook（页面存档备份，存于）
- 大村孝佳  twitter（页面存档备份，存于）
- 大村孝佳  myspace（页面存档备份，存于）
- OhmuraGL  YouTube（页面存档备份，存于）
- ESP Guitars Japan（日語）